# Тоса Міцунорі
Тоса Міцунорі (16 січня 1583 —1 березня 1638) — японський художник наприкінці періоду Адзуті-Момояма і на початку періоду Едо. Частково відновив статус школи Тоса при імператорському дворі.

## Життєпис
Представник роду художників Тоса. Син Тоса Міцуйосі. Народився у 1583 році у місті Сакаї (поблизу Осаки). Навчався у батька. В подальшому став одним з його талановитих помічників увиконанні замовлень містян, насамперед заможних купців. У 1613 році після смерті батька очолив школу Тоса. Поступово став розширювати замовлення на інші великі міста Японії. В Сакаї отримав статус маті е-сі («міського художника»). Відновив контакти з імператорським двором в Кіото, але не зміг отримати посади при дворі. Тому лише у 1633 році разом зі старшим сином Міцуокі переніс школу Тоса до Кіото. З цього часу починається відновлення позицій представників Тоса при імператорському дворі. Помер у 1638 році. Його справу продовжив старший син Тоса Міцуокі.

## Творчість
Продовжив традиції школи Тоса. Демонстрували велику майстерність у зображені мініатюрних образів та фігур і комбінаціях кольорів. Серед небагатьох збережених творів Міцунорі є сувій, відомий як «Легенда про мандалу Тайми», виконаний у типовами для Тоса стилі. Створено для монастиря Кофуку-дзі.